# Charterhouse
Charterhouse – osada w Anglii, w hrabstwie Somerset, w dystrykcie (unitary authority) Somerset. Leży 20 km na południowy zachód od miasta Bristol i 182 km na zachód od Londynu.